# Vernonia serica
Vernonia serica là một loài thực vật có hoa trong họ Cúc. Loài này được Rich. miêu tả khoa học đầu tiên.